# 渾帶么
渾帶幺，又稱全带幺，日本麻雀稱混全带幺九、或略稱全帶，是麻将中的一种和牌方式。在4面子全部含有幺九牌时成立，但容易只有一種數牌可進。日本麻將門前2翻，副露1翻。廣東新章算2翻。
國標麻將僅有全带幺番種，不論混全带幺九和純全带幺九都算4分。

## 概要
可以使用的包括123的順子和789的順子，以及幺九牌的对子和刻子，和斷么是一種相反的役。不过和断幺相比，可以使用的牌受到的限制更大，所以比较难做出。通常是只有進一種數牌時成立。
因为翻数很低，和做的难度不相符合，所以除非来了很多幺九牌，很少有人会想做这个役。虽然可以在有副露的情况下达成，不过这时只有1翻，很难取得高点数。不仅如此，副露之后改变战术也变得困难。另外，不论是门前还是副露时，最后都容易形成边张听牌和嵌张听牌。如果是两面听牌，只有一面会使混全带幺九成立，另一面常常只能赢一点小钱。（参看第二个例子）
如果能和役牌或者宝牌复合，威力会有提升。也可能和混一色、小三元、三色同順复合，偶尔也能和平和複合。
这个役有两个高级形式，一个是不使用字牌的纯全带幺九，另一个是4个面子全是刻子的混老頭。

## 例子
听。如果雀頭不是西而是老頭牌的话，就是纯全带幺九。
（風牌是客風牌時平和也成立）
听，如果是就不是混全带幺九。如果是，除了混全带幺九，三色同順也成立，即使不立直，也能达到满贯。如果西是客风的话，还能和平糊複合。反过来，如果西是役牌，平和就不成立。因为来四索没有役，所以在不立直的情况下，不能和别人打出的四索。
听，如果是就只有混带幺。如果是，混带幺及役牌也成立。